# Jean Cathala (écrivain)
Pour les articles homonymes, voir Jean Cathala.
Jean Cathala (né le 19 mars 1905 à Saint-Denis et mort à Paris 13e le 22 septembre 1991) est un écrivain, journaliste et traducteur français. Spécialiste de l'URSS et du stalinisme, il est l'auteur de plusieurs ouvrages sur le sujet. Il est également le traducteur de plusieurs grands auteurs russes en français, notamment Alexandre Soljenitsyne et Mikhaïl Cholokhov,.

## Œuvres
- Portrait de l'Estonie, Plon, 1937, 209 p.
- L'U.R.S.S. contre la guerre : essai sur les principes de la politique étrangère soviétique depuis la victoire, Éditions Hier et Aujourd'hui, 1948, 253 p.
- Quatre ans de victoires du socialisme et du camp de la paix : les discours des dirigeants soviétiques pendant la campagne électorale de 1950, Éditions Sociales, 1950, 81 p.
- Sans fleur ni fusil, Albin Michel, 1981, 403 p.
- Le fantôme de la place Rouge : essais sur le stalinisme, Albin Michel, 1991, 274 p.